# Liste der Gedenktafeln im Bezirk Pankow
Diese Seite gibt einen Überblick über Gedenktafeln in dem Berliner Bezirk Pankow.
- Liste der Gedenktafeln in Berlin-Blankenburg
- Liste der Gedenktafeln in Berlin-Blankenfelde
- Liste der Gedenktafeln in Berlin-Buch
- Liste der Gedenktafeln in Berlin-Französisch Buchholz
- Liste der Gedenktafeln in Berlin-Karow
- Liste der Gedenktafeln in Berlin-Niederschönhausen
- Liste der Gedenktafeln in Berlin-Pankow
- Liste der Gedenktafeln in Berlin-Prenzlauer Berg
- Liste der Gedenktafeln in Berlin-Rosenthal
- Liste der Gedenktafeln in Berlin-Stadtrandsiedlung Malchow
- Liste der Gedenktafeln in Berlin-Weißensee
- Liste der Gedenktafeln in Berlin-Wilhelmsruh